# 心基大白杜鹃
心基大白杜鹃（学名：Rhododendron decorum sp. cordatum）为杜鹃花科杜鹃花属下的一个亚种。